# 金南日
金南日（1977年5月1日—），出生于韩国仁川广域市，是一位前韩国足球运动员，亦是韩国国家队前成员。

## 俱乐部生涯
金南日在2000年加盟K联赛球队全南，开始自己的职业足球生涯。他在2002年世界杯足球赛曾经短暂租借到荷兰鹿特丹精英，并得到在试训的机会。但他试训的表现不佳，最终没有留在荷兰。
2005年，金南日转投水原三星，并在2006年成为球队的队长。2008年，他转会到日本職業足球聯賽球队神戶勝利船。2010年，他加盟汤斯克球队。

## 国家队生涯
1998年12月4日，金南日在1998年亚洲运动会和越南国家队的比赛中第一次代表国家队出场。2001年11月10日，金南日在和克罗地亚的友谊赛中打进首个国际比赛进球，而他的另外一个国家队进球则是在2004年7月31日2004年亚洲杯足球赛3比4不敌伊朗的比赛打进的。
金南日曾先後代表韩国参加2002年、2006年和2010年的世界杯足球赛。